# Valkjärvi (sjö i Finland, Kymmenedalen, lat 60,75, long 27,62)
Valkjärvi är en sjö i Finland. Den ligger i kommunen Miehikkälä i landskapet Kymmenedalen, i den södra delen av landet, 160 km öster om huvudstaden Helsingfors. Valkjärvi ligger 57 meter över havet. Arean är 38,3 hektar och strandlinjen är 4,52 kilometer lång. Sjön  ingår i Vaalimaanjokis huvudavrinningsområde.   Den ligger vid sjön Savanjärvi. I omgivningarna runt Valkjärvi växer i huvudsak blandskog. Den sträcker sig 1,2 kilometer i nord-sydlig riktning, och 1,0 kilometer i öst-västlig riktning.